# Flabelligera induta
Flabelligera induta är en ringmaskart som beskrevs av Ehlers 1897. Flabelligera induta ingår i släktet Flabelligera och familjen Flabelligeridae. Inga underarter finns listade i Catalogue of Life.